# Márkus Sándor (botanikus)
Márkus Sándor (Balassagyarmat, 1831. április 7. – Besztercebánya, 1867. február 17.) botanikus, tanár.

## Élete
Tanulmányait a hallei egyetemen végezte, majd 1861-től a besztercebányai evangélikus gimnázium tanára lett.
Fiatalon, 36 évesen hunyt el 1867. február 17-én.

## Munkássága
Főleg a moszatokat tanulmányozta, de Besztercebánya környékén virágos növényeket is gyűjtött. Adatait korai halála miatt Hazslinszky Frigyes adta közre.

## Főbb munkái
- Beiträge zur Flora van Neusohl (Österreichische Botanische Zeitschrift 1865–1866)